# کلینوپتیلولیت
کلینوپتیلولیت  (به انگلیسی: Clinoptilolite) با فرمول شیمیایی (NaKCa)2-3[Al3(AlSi)2 Si13 O36].12H2O از مجموعه کانی هاست و دارای شکستگی ناصاف است. از کلمات یونانی klinein به معنای خوابیده شده و pitilon به معنای پر یا قلم و lithos به معنای سنگ گرفته شده‌است.  برای اولین بار در چک اسلواکی کشف شد و از نظر شکل بلور: پهن و کوتاه - رمبوئدر، رنگ: سفید - قرمز، شفافیت: شفاف - نیمه شفاف، شکستگی: ناصاف، جلا: شیشه ای، سیستم تبلور: مونوکلینیک و در رده‌بندی سیلیکات است  و منشأ تشکیل آن هیدروترمال است.
همایند کانی‌شناسی (پارانژ) آن - زئولیتهای دیگر است
، از نظر ژیزمان آگرگات - بلوری تقریباََ کمیاب است و بیشتر در آمریکا، استرالیا، زلاندنو و چک اسلواکی یافت می‌شود.

## منبع
- پردیس کشاورزی ایران